# Виситор
Виситор је планина у југоисточном делу Црне Горе између Плавскогусињске котлине на истоку и изворишта речице Злоречице на западу. Планина се пружа правцем југозапад-североисток и чини границу између општина Андријевица и Плав.
Највиши врх - Плана висок је 2 211 m. Највиши врхови Виситора су грађени од тријских кречњака, који леже преко метаморфисаних шкриљаца. У најнижем ледничком цирку Виситора, чије дно се састоји од зелених шкриљаца, налази се језеро, на апсолутној висини 1820 метара. Воду губи према Мурињској реци, кроз наслагане моренске бедеме. Уоквирено је четинарском шумом и бујним пашњацима.
Виситор и његово окружење карактеристични су по не лако доступном стеновитом врху због изразитих стрмина, шумском богатству белогорице и црногорице и високим зеленим језерима од којих су нека лоцирана под самим врхом. Он је све до под гребен највиших врхова углавном под шумом, мешовитом листопадном и зимзеленом. Његова језера, као и она која припадају Зелетину, односно налазе се између Виситора и Гребен планине, спадају у највиша и најлепша на ширем простору. Долина Муринске реке увлачи се дубоко међу висовима Виситора и врха Голаш на супротној страни долине, а у горњем делу грана се на две долине, раздвојене каменом дугачком пречагом, којима дотичу две реке, саставице Муринске реке, Досова и Нинова.
Назив планине верује се да потиче од латинског глагола videre, vidi, visum, што значи видети, чувајући успомену на старо романизовано становништво, те је он несловенског порекла. Ова планина се види издалека и са свих праваца, као што са врха пружа широке видике.